# Siegfried von Roedern

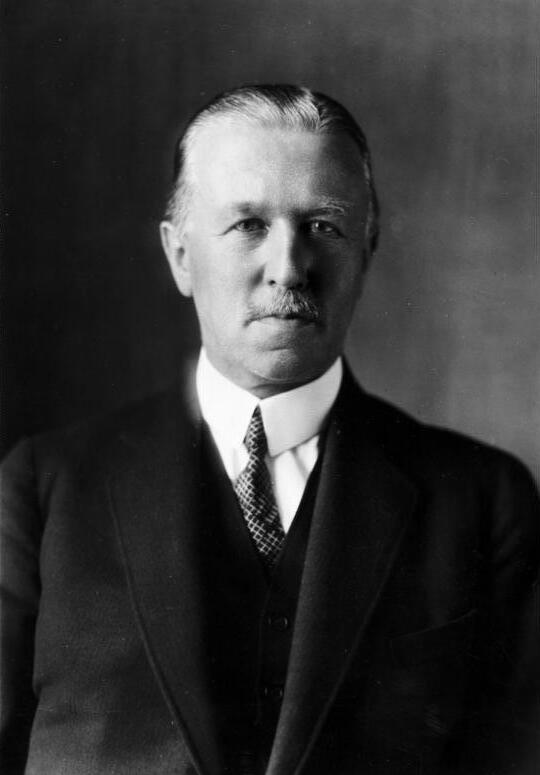
Siegfried Graf von Roedern (1916)

Siegfried Friedrich Wilhelm Erdmann Graf von Roedern (* 27. Juli 1870 in Marburg; † 14. April 1954 in Bergen (Chiemgau)) war ein deutscher Verwaltungsjurist und von Herbst 1917 bis zur Novemberrevolution 1918 Staatssekretär und stellvertretender Reichskanzler.

## Leben
Graf Roedern entstammte dem schlesischen Uradelsgeschlecht Roedern. Seine Eltern waren der königlich-preußische Premierleutnant und Adjutant im 11. Jägerbataillon Graf Ludwig Erdmann von Roedern (* 1842) und dessen Frau Bertha, geborene Nasse (1845–1884). Roedern studierte von 1890 bis 1893 Rechts- und Staatswissenschaften an der Albert-Ludwigs-Universität Freiburg, der Friedrich-Wilhelms-Universität zu Berlin, der Universität Genf und der Philipps-Universität Marburg. Am 4. November 1893 legte er die juristische Prüfung am Oberlandesgericht Frankfurt am Main ab.
Am 21. Oktober 1897 heiratete er in Berlin Else Nasse (* 6. Juli 1876). Das Paar hatte die Tochter Irmgard (* 28. August 1898) ⚭ 1921 Oswald Thomsen.
Am 7. Januar 1899 bestand er die große Staatsprüfung. Vom 1. Januar 1901 bis zum 31. März 1903 arbeitete er beim Oberpräsidenten der Provinz Posen. Vom 1. Januar 1903 bis zum 31. März 1905 war er in der Abteilung Etats- und Kassenwesen des Finanzministeriums tätig. Am 1. April 1905 übernahm er die Verwaltung des Kreises Niederbarnim und wurde dort am 17. September zum Landrat ernannt. In dieser Funktion förderte er den Chausseebau und schaffte die Chausseegelderhebung ab. Er entwickelte das Gesundheitswesen weiter. In seiner Amtszeit entstanden fünf Krankenhäuser, und eine spezielle Krankeneinrichtung für Säuglinge wurde erbaut. Außerdem entwickelte Roedern Maßnahmen zum Schutz vor Seuchen. Zudem förderte er die flächendeckende Elektrifizierung des Landkreises.
1910 wurde Roedern zum Rechtsritter des Johanniterordens geschlagen. Im selben Jahr erhielt er die Rote Kreuz-Medaille III. Klasse, den Roten Adlerorden IV. Klasse und den Sankt-Stanislaus-Orden II. Klasse. Von 1911 bis 1914 war er beim Oberpräsidialrat beim Regierungspräsidium in Potsdam tätig. 1912 erhielt er den Kronenorden III. Klasse. Am 31. Januar 1914 trat er die Nachfolge des zurückgetretenen Staatssekretärs Hugo Zorn von Bulach im Ministerium für Elsaß-Lothringen an. In diesem Amt blieb er zwei Jahre. Am 22. Mai 1916 wurde er Staatssekretär im Reichsschatzamt. Zusätzlich erfolgte 1917 die Ernennung zum Staatsminister ohne Portefeuille der Landesregierung in Preußen. Die Praxis, Staatssekretäre der Reichsämter zu preußischen Staatsministern ohne Geschäftsbereich zu ernennen, war bis 1918 gang und gäbe. In beiden Ämtern blieb er bis zum 13. November 1918 tätig. Unter seiner Leitung wurde im Ersten Weltkrieg eine Kriegssteuer für Unternehmen eingeführt, womit die leeren Staatskassen aufgefüllt werden sollten. Die Einnahmen erwiesen sich jedoch als mäßig, so dass zur Finanzierung der enormen Kriegskosten weiterhin auf Kriegsanleihen gesetzt wurde.
1917 erhielt Roedern den Roten Adlerorden I. Klasse und das Eiserne Kreuz II. Klasse. Im Herbst 1917 wurde er zum Stellvertreter des Reichskanzlers berufen. Kaiser Wilhelm II. beauftragte von Roedern 1918 gemeinsam mit Friedrich von Payer, eine Kabinettsliste für den neuen Reichskanzler, der kurz darauf in Max von Baden gefunden wurde, auszuarbeiten; letztlich bestimmte aber der Interfraktionelle Ausschuss im Reichstag die genaue Zusammensetzung des Kabinetts.
Am 13. November 1918 schied Roedern aus dem Staatsdienst aus. Er zog nach Günterstal, wo er schriftstellerisch tätig war.
Im Jahre 1921 zog er nach Hamburg. Von 1923 bis 1933 stand Roedern dem Verband Deutscher Reeder und dem Deutschen Schulschiff-Verein vor. Von 1928 bis 1932 war er Vorsitzender des Ibero-Amerikanischen Instituts Hamburg, von 1929 bis 1930 Vorsitzender des Bundes zur Erneuerung des Reiches, vom 19. Mai 1930 bis zum 12. Juni 1935 Vorsitzender des Aufsichtsrats der Hamburg Mannheimer Versicherungs-AG, und von 1931 bis 1934 Aufsichtsratsmitglied der Hamburg-Amerika Linie und des Norddeutschen Lloyd (später Hapag-Lloyd). Aufgrund seiner langjährigen Erfahrung ernannte ihn die Regierung unter Heinrich Brüning 1932 zum Reichskommissar für Schifffahrt.
Zum 1. Mai 1933 trat er der NSDAP bei (Mitgliedsnummer 3.002.053). Er war Ehrenführer in der SS. Er erwarb im Juni 1933 den Sonnenleitnerhof in Oberbayern und zog im August dorthin.
In den letzten Jahren seines Lebens wirkte Roedern als Schriftsteller. In seinen Büchern setzte er sich mit dem Zweiten Weltkrieg auseinander. Über seine Entnazifizierung ist nichts bekannt. 1949 wurde er Ehrenbürger von Bergen. Hier starb er im 84. Lebensjahr. Er wurde auf dem Sonnleitnerhof beigesetzt.

## Ehrungen und Gedenken
In Berlin sind mehrere Straßen nach Siegfried von Roedern benannt: Die Roedernallee in Reinickendorf, sowie die Roedernstraßen in Hermsdorf (um 1912 bis um 1922 Graf-Roedern-Straße), Oberschöneweide und Mahlsdorf. Alle Benennungen erfolgten vor 1910 und liegen im seinerzeitigen Niederbarnim außerhalb des damaligen Berlin.